# Incidente del Boeing 707 di Alia del 1973
Il disastro aereo di Kano era un volo passeggeri charter da Gedda, in Arabia Saudita, a Kano, in Nigeria. Il 22 gennaio 1973 il Boeing 707-300 operante il volo si schiantò mentre tentava di atterrare all'aeroporto Internazionale di Kano-Mallam Aminu. È tuttora l'incidente aereo con più vittime mai avvenuto in Nigeria: 176 tra passeggeri e membri dell'equipaggio morirono nello schianto. Solo in 26 sopravvissero.

## L'aereo
Il velivolo coinvolto nell'incidente era un Boeing 707-3D3C, marche JY-ADO, numero di serie 20494, numero di linea 850. Venne consegnato nuovo da Boeing ad Alia il 26 gennaio 1971. Era alimentato da 4 turboventola Pratt & Whitney JT3D. Al momento dell'incidente, aveva poco meno di due anni.

## L'incidente
Il Boeing 707, gestito da Alia, era stato noleggiato da Nigeria Airways per riportare i pellegrini da Gedda, in Arabia Saudita, a Lagos, in Nigeria. Il maltempo a Lagos costrinse l'equipaggio a dirottare verso Kano. In quelle ore, all'aeroporto internazionale di Kano sferzavano forti venti. L'aereo atterrò duramente prima con la sezione del carrello posta sotto al muso, che collassò subito dopo aver colpito una depressione sulla pista. In seguito cedette anche la gamba del carrello principale destro. Il 707 si girò di 180 gradi, uscì dalla pista e prese fuoco.
Dei 202 passeggeri e membri dell'equipaggio a bordo, 176 morirono. Il disastro aereo di Kano fu quello con più vittime mai avvenuto prima dell'incidente del volo Turkish Airlines 981, circa 14 mesi dopo, nel quale morirono 346 persone. Fu anche il disastro aereo con più vittime che coinvolse un Boeing 707 fino all'incidente del 1975, nel quale morirono in 188.